# Paul Geidel
 Paul Geidel Jr.  (* 21. April 1894 in Hartford, Connecticut; † 1. Mai 1987 in Beacon, New York) war ein US-amerikanischer Strafgefangener. Er wurde 1911 wegen Mordes verurteilt und verbüßte mit über 68 Jahren die bis dahin längste bekannte Haftstrafe mit anschließender Freilassung.

## Leben
Paul Geidel wurde als Sohn deutscher Einwanderer geboren. Sein Vater, ein Alkoholiker, starb früh, woraufhin Paul und sein Bruder in Waisenhäusern untergebracht wurden. Geidel verließ früh die Schule und arbeitete unter anderem als Hotelpage.

## Tat und Verurteilung
Am 26. Juli 1911, im Alter von 17 Jahren, ermordete Geidel den 73-jährigen William H. Jackson, einen wohlhabenden Rentner, in einem Hotelzimmer in  New York City, um ihn auszurauben. Wenige Tage später wurde er festgenommen, gestand die Tat und wurde zu einer Strafe von 20 Jahren bis lebenslänglich wegen Mordes zweiten Grades verurteilt.

## Haftzeit
Geidel verbrachte seine Haft zunächst in der Strafanstalt Sing Sing und später in einer psychiatrischen Einrichtung in  Fishkill (New York). 1974 wurde er erstmals für eine mögliche Entlassung vorgeschlagen, verweigerte diese jedoch, da er sich an das Leben in Freiheit nicht mehr gewöhnt sah.
Am 7. August 1980 wurde Geidel nach 68 Jahren und 245 Tagen aus humanitären Gründen begnadigt und in ein Pflegeheim verlegt.

## Bedeutung
Zum Zeitpunkt seiner Entlassung war Paul Geidel der am längsten inhaftierte Häftling weltweit, der jemals freigelassen wurde. Sein Fall wurde mehrfach medial thematisiert und als Beispiel für die psychologischen Langzeitfolgen von Inhaftierung herangezogen.

## Tod
Geidel verstarb am 1. Mai 1987 in einem Pflegeheim in Beacon, New York.